# Ravi Patel
Ravi Patel, född 18 december 1978 i Freeport, Illinois, är en amerikansk skådespelare.
Patel har bland annat medverkat i TV-serierna Animal Control och Justified: City Primeval från 2023. Han har även medverkat i filmen Harald och den magiska kritan från 2024.

## Filmografi (i urval)
- 2023 – Animal Control (TV-serie)
- 2023 – Justified: City Primeval (TV-serie)
- 2023 – Dashing Through the Snow
- 2023 – Three Women (TV-serie)
- 2024 – Harald och den magiska kritan